# Isola Joinville
L'isola Joinville è l'isola principale dell'arcipelago omonimo in Antartide.

## Geografia
L'isola è lunga circa 64 km (asse est-ovest) e larga circa 20 con una superficie totale di 1.607 km² il che la pone al 240º posto tra le isole più grandi del mondo. L'isola è situata a nord-est della Penisola Antartica dalla quale è separata dall'Antarctic Sound.

## Storia
L'isola di Joinville fu scoperta nel 1838 da una spedizione francese comandata dal capitano Jules Dumont d'Urville e la chiamò così in onore di Francesco d'Orléans, principe di Joinville.
L'isola si trova sotto il Trattato antartico e rivendicata da Argentina, Gran Bretagna e Cile.